# 江南百景图
《江南百景图》是由椰岛游戏开发的中国古代风格城市规划与模拟经营类手机游戏。该游戏于2020年3月19日上架港澳台地区，于2020年7月2日在中国大陆发布。作为一款城市规划游戏，它因国画画风和所包含的中国古代民俗、服饰、建筑、人物、历史、传说等众多中国传统文化元素，曾收获大量海内外玩家、并一度被认为是移动端游戏传播中华文化的典范。但其后又因丑化岳飞、美化秦桧、魏忠贤等历史人物等事件而饱受争议。
该游戏在中国大陆上线一个月内，下载量才超过500万人次，在手游下载排行榜中攀升并持续位居前列。

## 背景故事
在游戏设定中，故事主角明朝画家、书法家文徵明是《江南百景图》的绘制者和所有者。玩家需扮演“知府”带领城市走向繁荣和富足。

## 玩法
玩家可操控一个或多个城市，并扮演“知府”角色，在各个城市规划城市、使其发展或按玩家喜好形成一定布局。基本玩法包括：
- 派遣特殊居民和普通居民
- 建造、升级或修复建筑
- 生产、收取、存储和运输资源
- 消耗补天石或画轴抽取人物、道具和建筑
- 在驿站等场所探索主线剧情
- 收集资源和人力探索城市，以解锁新区域

此外，不同城市亦拥有各自独特的玩法。活动期间亦有桃花村等特殊玩法开启。
玩家初始城市为应天府，会随着情节推进解锁新城市和新玩法。

## 游戏设计

### 城市特色
游戏中的地点选择基本沿用了明朝时江南地区的行政区划中的地名。已有应天府、苏州府、杭州府、松江府、徽州府、鸡鸣山、扬州府、绍兴府共8处城市或地点。各个城市拥有自己的特色。
例如苏州府的设计中，结合了国家级非物质文化遗产苏州苏绣,在游戏内被设计为养蚕、丝织、绣坊三种资源及其生产类建筑。玩家通过探索地图亦会解锁真实存在于苏州的山塘街石狸。
而在杭州府，则拥有现实中被誉为“杭州三绝”的扇、丝绸、茶叶作为城市特产。
截止2024年9月，已有以下城府：
| 城府     | 類別 | 付費     | 日期    |
| -------- | ---- | -------- | ------- |
| 應天府   | 城府 |          | 2020-07 |
| 蘇州府   | 城府 |          |         |
| 杭州府   | 城府 |          |         |
| 松江府   | 城府 |          |         |
| 雞鳴山   | 城府 |          |         |
| 徽州府   | 城府 |          |         |
| 揚州府   | 城府 |          |         |
| 紹興府   | 城府 |          |         |
| 宁波府   | 城府 |          | 2024-09 |
| 江寧縣   | 小鎮 |          | 2023-01 |
| 崇明縣   | 小鎮 | 書季付費 | 2023-04 |
| 椰子島   | 小鎮 | 週年慶典 | 2023-07 |
| 吳縣     | 小鎮 | 書季付費 | 2023-07 |
| 餘杭     | 小鎮 | 書季付費 | 2023-09 |
| 婺源     | 小鎮 | 書季付費 | 2023-10 |
| 雲頂霧山 | 小鎮 | 書季付費 | 2023-11 |
| 鬼谷地穴 | 小鎮 | 書季付費 | 2024-01 |
| 白雪鎮   | 小鎮 |          | 2024-02 |
| 江都縣   | 小鎮 |          | 2024-04 |
| 棕影島   | 小鎮 | 週年慶典 | 2024-07 |
| 童心小鎮 | 小鎮 | 書季付費 | 2024-08 |

### 艺术风格
在设计游戏中的建筑、人物等造型时，制作团队参考了众多古画、文物、典籍，使得建筑等美术风格、剧情塑造兼具游戏特色和中国传统风格。
除古代国画外，制作团队亦融入了苏州版画、螺钿、漆器等传统工艺的艺术风格。
各城市独有的奇观类建筑（应天府大报恩寺琉璃塔、苏州府东园及杭州西湖疏浚等），都基于历史上的真实建筑及其历史而塑造，并融入建筑有关典故。
例如大报恩寺琉璃塔修建完成后，会在介绍中读到安徒生童话中“我刚从中国来，我在瓷塔周围跳了一阵舞，把所有的钟都弄得叮当叮当地响起来！”（描述东风“我”吹过“瓷塔”的大报恩寺琉璃塔时的景象）。
再例如，在杭州府，玩家可帮助杨孟瑛逐渐疏浚西湖，并逐渐开放雷峰塔、断桥残雪等著名西湖景点，让玩家逐步恢复西湖风光。

### 盈利模式
《百景图》的主要盈利模式为直接销售补天石、礼包和特殊建筑，以及诱导玩家播放广告。

#### 补天石
补天石取自女娲补天传说。在游戏中是可以直接购买的道具。
除直接购买获得，补天石亦可通过礼包（如月卡等）获得。此外参与活动与任务、解锁成就等亦可获得少量补天石。
补天石的用途包括：购买金画轴等重要资源、购买铜钱、立刻完成当前生产、建造或探索等。

#### 其他
礼包除包含铜钱、生产资源或补天石外，部分礼包亦包含加速票。
加速票可让游戏中的生产、建造、运输等需要等待的过程加速15分钟，当加速票耗尽时，玩家亦可通过观看广告换取15分钟加速，从而为游戏盈利。
月包購買每三十天,連續得到額外補天石。
不定期推出付費小鎮,得到新地圖。

## 游戏运营

### 线下联动
该游戏运营以“线上线下联动”见长，例如：
- 2020年10月，在杭州府上线之际，推出以“杭州三绝”为主题的纪录片，介绍杭州的非遗技艺，并请到了国家级非物质文化遗产制扇技艺传承人孙亚青等对杭州的折扇、龙井茶、丝绸的历史、制作进行了详细的介绍，塑造游戏团队传播中国传统文化的形象[2]。

- 2020年10月，在西湖国风节的现场设置线下打卡点联动[2]。

- 2021年2月，在游戏内松江府（今上海境内）上线之际，与上海市黄浦区人民政府合作，在游戏内与豫园同步亮灯[4]。

- 2022年2月15日，中国邮政发行了《江南百景图》联名邮票[5]。

### 社交媒体
该游戏运营团队亦注重游戏社区Taptap和微博超话的运营，进而提升游戏话题度、增进玩家对游戏的黏性。

## 出场人物
游戏中以明朝时期的历史人物为原型的角色较多，但历朝历代其他青史留名的人物亦有化用。结合游戏情节需要，该游戏塑造了诸多关公战秦琼式的人物关系。此外，它还结合市场营销需要，基于史料塑造了大量女性角色形象。

### 历史人物
该游戏中有多个历史人物出场，包括但不限于：
| 人物名称 | 游戏形象                   | 历史形象                     |
| -------- | -------------------------- | ---------------------------- |
| 文徵明   | 主角                       | -                            |
| 沈周     | 文徵明之友                 | 文徵明之师                   |
| 唐伯虎   | 文徵明之友                 | 文徵明之友                   |
| 仇英     | 文徵明之友                 | 文徵明之友                   |
| 汤显祖   | -                          | 创作《牡丹亭》               |
| 李白     | -                          | 唐朝诗人                     |
| 穆桂英   | -                          | -                            |
| 武则天   | -                          | -                            |
| 杜甫     | -                          | -                            |
| 白居易   | -                          | -                            |
| 马蓬瀛   | 与沈括一同奉旨在鸡鸣山观星 | 明朝天文学者、曾参与修订历法 |
| 談允賢   | -                          | 明朝女名医                   |

### 虚构人物
该游戏中有多个虚构或衍生人物出场，包括但不限于：
吴黎：按照历史上记载的文徵明之妻吴氏虚构
許宣：原型為許仙

## 荣誉
- 2020年8月，第二届中国原创艺术类精品游戏大赛：移动端作品“最佳原创艺术大奖”（上海市委宣传部、上海市新闻出版局指导，上海市出版协会、TapTap主办）[6]

## 争议
江南百景图将中華民族英雄岳飛设计成俘虏的样子，等级比秦檜低。中國官媒央廣網痛批江南百景图，要求对辱华游戏零容忍。江南百景圖不得不删除了岳飛和秦檜两个角色。

## 文内引用
1. ↑  有关《江南百景图》海外上架的说明——“请相信，我们所做的一切，都是在为你们做准备。”@椰岛游戏官方.Taptap.“江南百景图”板块
2. 1 2 3 4 5 6 7 8 9 10 11 12 13 14 15  张少轩. . 《新媒体研究》. 2020, 6 (23): 34–36. doi:10.16604/j.cnki.issn2096-0360.2020.23.009.
3. ↑  吴翠霞. . 《传播与版权》. 2021年, (05): 61–63. doi:10.16852/j.cnki.45-1390/g2.2021.05.021.
4. ↑  今年春节，豫园灯火璀璨处，就在“江南百景图”新民晚报记者 吴旭颖.上海市黄浦区人民政府网.2021-02-05.
5. ↑  江南百景图•中国邮政 联动纪念邮册2月15日正式发行！信息早报.2022年2月16日
6. ↑  推动游戏产业内容创作，中国原创艺术类游戏颁奖典礼上海举办 （页面存档备份，存于）澎湃新闻.2020-08-03 11:32.搜狐网.
7. ↑  . 2021-09-16  [2023-05-23]. （原始内容存档于2021-12-01）.
8. ↑  . 2021-09-26  [2023-05-23]. （原始内容存档于2022-12-02）.

## 延伸阅读
- 庞钰清; 谭茹月. . 新媒体研究. 2021, 7 (15): 4–26,34. doi:10.16604/j.cnki.issn2096-0360.2021.15.007.
- 李嘉欣; 黄金梅. . 大众文艺. 2021, (05): 60–61.
- 魏世建; 臧祝菲. . 2021年课堂教学教育改革专题研讨会论文集. 2021. doi:10.26914/c.cnkihy.2021.009086.
- 宋琪; 吴可仲. . 中国经营报. 2021-08-23: B19. doi:10.38300/n.cnki.nzgjy.2021.002634.
- 李广. . 课堂内外(作文独唱团). 2020, (11): 30–39,81.
- 傅秋源. . 新世纪智能. 2020, (83): 5.
- 竺頔; 李育菁. . 美与时代(上). 2022, (02): 102–104. doi:10.16129/j.cnki.mysds.2022.02.030.
- 赵灵佳. . 课堂内外(初中版). 2020, (10): 32–35.
- 王颖; 石晶晶. . 新世纪智能. 2020, (83): 4.